# Glossopetra

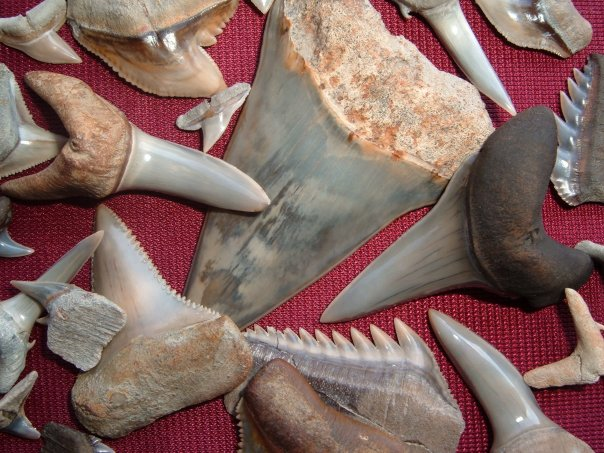
Denti fossili di varie specie di squali trovati in Toscana.

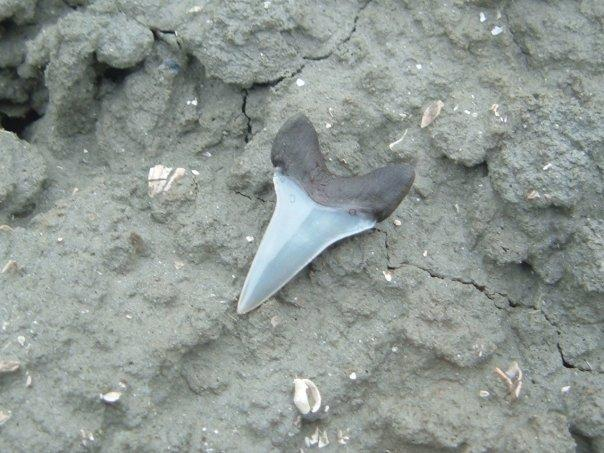
La forma triangolare ha portato a credere, nell'antichità, che si trattasse di lingue di serpente pietrificate.

Con il termine glossopetra (dal greco glòssa = 'lingua' e dal latino petra = 'pietra', ovvero lingua di pietra), nel Medioevo, venivano identificati resti fossili a forma di cuspide, cui erano attribuite proprietà magiche e curative. Tali fossili erano così chiamati per la loro somiglianza ad una lingua di serpente pietrificata.
Successivamente, con l'avanzare degli studi paleontologici, le glossopetre furono identificate come denti di squali fossili. 
Tra gli studiosi che notarono per primi l'analogia tra le glossopetre e i denti di squalo, figura il padre della ittiologia Guillaume Rondelet. Tuttavia, le sue osservazioni rimangono prudenti e vaghe, e non arrivano a sostenere con decisione l’origine fossile o organica di queste formazioni. Se ne occuparono anche Konrad von Gesner (1516-1565) e Fabio Colonna (1567-1640); quest'ultimo dedicò loro una dissertazione (De glossopetris dissertatio), pubblicata a Roma nel 1616.
Anche Stenone, nel 1669, nel suo Prodromus dimostrò che le glossopetre erano in realtà denti di squalo fossili, illustrando le modalità della loro fossilizzazione e soffermandosi su come fossero stati conglobati nelle rocce.
La stessa spiegazione fu data, indipendentemente, da Agostino Scilla nel 1670.

## Antiche citazioni
(Plinio il Vecchio, Naturalis Historia , XXXVII, 59)
Un episodio della Bibbia Libro degli Atti degli Apostoli, precisamente in Atti 28:1-6 si racconta che:

Ecco il passo (Atti 28:1-6, versione CEI):
1 Una volta in salvo, venimmo a sapere che l'isola si chiamava Malta.

 2 Gli abitanti ci trattarono con rara umanità; infatti accesero un fuoco e ci accolsero tutti, a motivo della pioggia che cadeva e del freddo.
3 Mentre Paolo raccoglieva un fascio di rami secchi e lo metteva sul fuoco, una vipera, uscita fuori a causa del calore, gli si attaccò alla mano.
4 Quando gli indigeni videro la bestia pendere dalla sua mano, dicevano tra loro: «Certamente quest’uomo è un assassino, perché, pur essendo scampato al mare, la Giustizia non lo lascia vivere».
5 Ma egli scosse la bestia nel fuoco e non ne patì alcun male.
6 Quelli si aspettavano che Paolo si gonfiasse o cadesse morto all’improvviso; ma dopo aver molto aspettato, vedendo che non gli succedeva nulla di straordinario, cambiarono parere e dicevano che era un dio.

### Collegamento con le glossopetrae
Le glossopetrae (in latino linguae serpentum) sono fossili di denti di squalo, che in epoca antica e medievale venivano ritenuti le lingue pietrificate di serpenti o draghi. Spesso erano usate come amuleti contro i veleni, proprio per la leggenda secondo cui l’apostolo Paolo benedisse le pietre su Malta per neutralizzare il veleno dei serpenti.
Questa leggenda non è presente nel testo biblico, ma è una tradizione successiva, nata nel mondo cristiano medievale, soprattutto nell’isola di Malta, dove ancora oggi si parla della “benedizione” di Paolo e dell’assenza di serpenti velenosi sull’isola come conseguenza del suo miracolo.

## Bibliografia

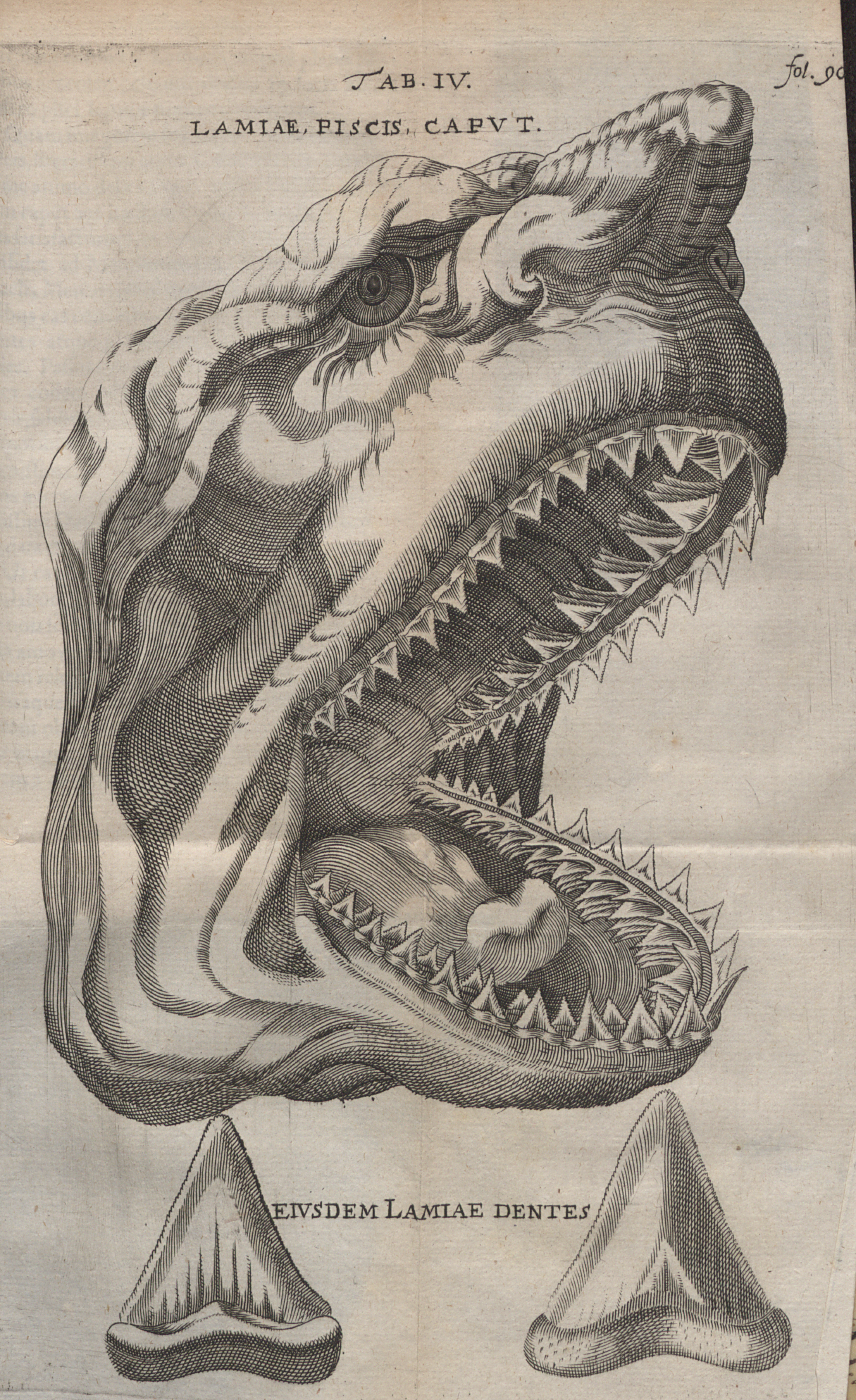
Elementorum myologiae specimen, 1669